# Molaibos
Het Molaibos is een bos in Kokilamukh in het district Jorhat van de Indiase deelstaat Assam. 
Het Molaibos is vernoemd naar Jadav "Molai" Payeng, een Indisch milieuactivist. Het bos werd helemaal alleen geplant door Payeng in een tijdspanne van 30 jaar en bestrijkt een gebied ter grootte van 550 hectare. 
Payeng plantte bomen op een zandbank van de rivier Brahmaputra en toverde het om in een bosreservaat.
Het Molaibos herbergt nu bengaalse tijgers, Indische neushoorns, meer dan 100 herten en konijnen naast apen en verschillende soorten vogels, waaronder een groot aantal gieren. Er zijn een paar duizend bomen en planten, waaronder valcol, arjun (Terminalia arjuna), ejar (Lagerstroemia speciosa), flamboyant (Delonix regia), koroi (Albizia procera), moj (Archidendron bigeminum) en de Indische kapokboom (Bombax ceiba). Bamboe bestrijkt een gebied van meer dan 300 hectare. 
Een kudde van ongeveer 100 olifanten bezoekt elk jaar regelmatig het bos en blijft er over het algemeen voor ongeveer zes maanden. De laatste paar jaar hebben ze 10 kalfjes gebaard. 
Het Molaibos was te zien in de documentaire Foresting life uit 2013, geregisseerd door de Indische documentairemaker Aarti Shrivastava. 
Ook waren het Molaibos en Jadav "Molai" Payeng te zien in de documentaire Forest Man uit 2013 van William Douglas McMaster. Door middel van een kickstarter-campagne werd er 8327 dollar opgehaald voor de documentaire begin 2013. De documentaire was ook te zien op het filmfestival van Cannes 2014. 